# Точка Немо
Точка Немо (англ. Point Nemo), или Океанский полюс недоступности — условная точка в Мировом океане, наиболее удалённая от какой-либо суши на Земле. Расположена в южной части Тихого океана, координаты 48°52′31″ ю. ш. 123°23′33″ з. д.. Три ближайшие точки суши находятся в 2688 километрах.

## История
Точка Немо была вычислена методом компьютерного моделирования в 1992 году хорватским инженером-исследователем Хрвойе Лукателой (Hrvoje Lukatela).
Им же было предложено название этой условной точки, отсылающее к имени решившего отдалиться от человечества капитана Немо, героя романов Жюля Верна.
Ближайшими к Точке Немо точками суши являются необитаемые атолл Дюси, остров Моту-Нуи и остров Маэр — все они находятся на расстоянии 2688 км от Точки Немо.
Ближайшее населённое место — остров Пасхи, к северо-востоку от Моту-Нуи.
Точка Немо входит в список земных полюсов недоступности как Океанский полюс недоступности.
Интересным фактом является то, что над Точкой Немо может проходить орбита Международной космической станции, поскольку её наклонение больше широты Точки Немо — так что время от времени ближайшее к точке населённое место оказывается примерно в 400—420 км, но в космосе.
В этом месте с МКС не видна ни одна из ближайших точек суши, поскольку с высоты 420 км над Землёй расстояние до горизонта составляет 2 500 км.

## Значение
Многие космические агентства, как сообщает BBC, используют этот район в качестве «кладбища космических кораблей», так как здесь минимален риск ущерба людям и природе. В окрестностях Точки Немо на дне океана находится уже не менее сотни отслуживших своё космических аппаратов и их частей.
Фёдор Конюхов — первый и единственный в мире, кто на веслах прошёл Точку Немо.

## В культуре

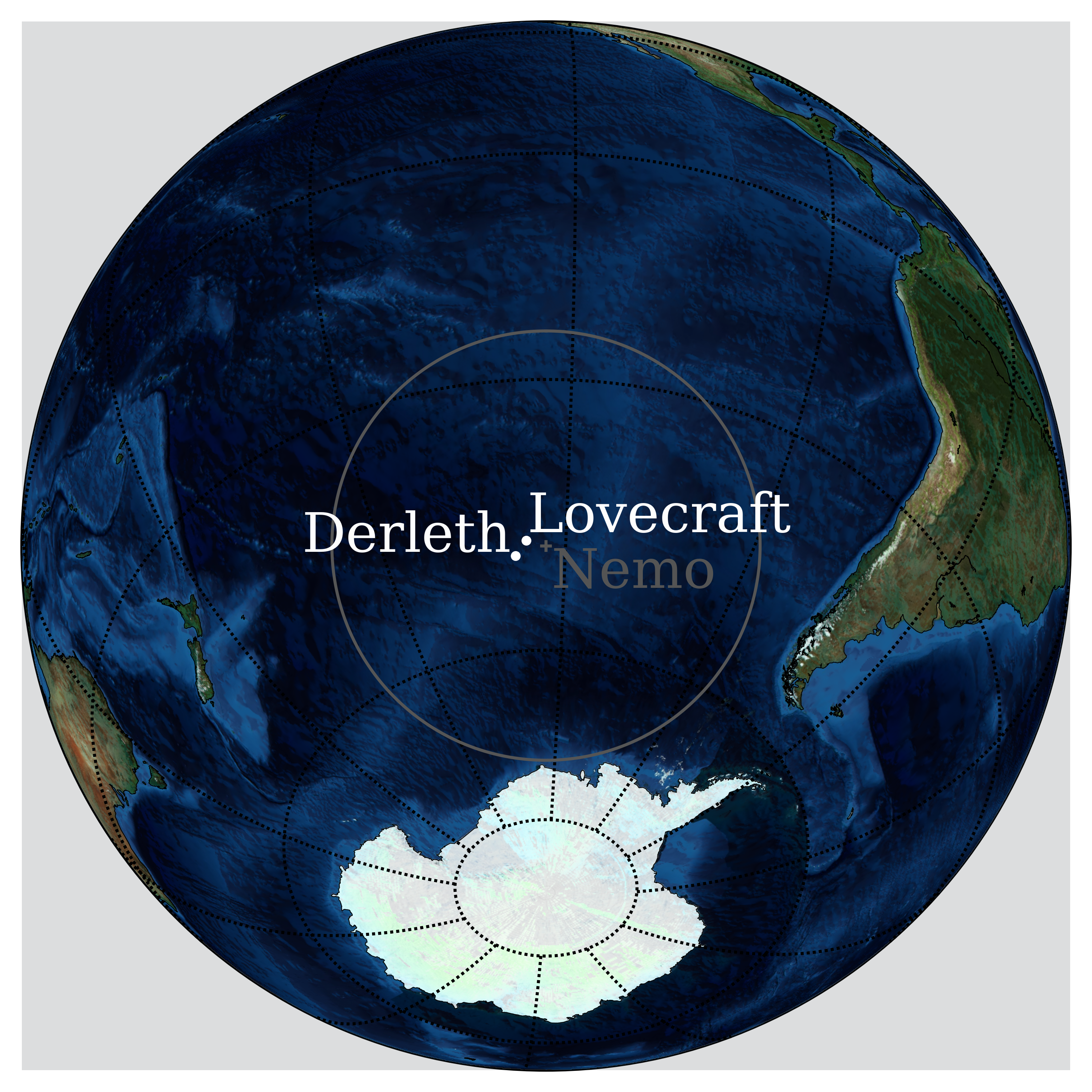
Точка Немо и вымышленный город Р’льех по Лавкрафту и Дарлету

В опубликованном в 1928 году рассказе Говарда Лавкрафта «Зов Ктулху» впервые упоминается таинственный затонувший город Р’льех. Лавкрафт поместил его в точке 47° 9' южной широты и 126° 43' западной долготы. Поклонник и популяризатор творчества Лавкрафта Август Дерлет предложил слегка изменённые координаты: 49° 51' южной широты и 128° 34' западной долготы. Обе эти точки не совпадают с Точкой Немо, но весьма близки к ней.
К третьему студийному альбому Plastic Beach виртуальной группы Gorillaz создатели приложили историю, по которой Мёрдок обнаружил в Точке Немо плавающий остров из бытовых отходов, на котором организовал новую студию.